# Comarca de Pinares
La comarca de Pinares (Pinares a secas para sus habitantes) es una comarca natural española, comprendida entre las provincias de Soria y Burgos, en la comunidad autónoma de Castilla y León.
Está situada al noroeste de la provincia de Soria y al sureste de la de Burgos, limitando al norte con La Rioja a través de las sierras de Neila, Urbión y Cebollera (comarcas de Anguiano y de Cameros, concretamente las subcomarcas de Las 7 Villas y del Camero Nuevo, respectivamente); al sur, con la Sierra de Costalago, el Cañón del río Lobos, un sector del río Chico y las estribaciones de la Sierra de Cabrejas (comarca de Tierras del Burgo); al este, con la sierra del Portillo de Pinochos y el embalse de la Cuerda del Pozo (comarcas de El Valle y La Vega Cintora, y de Soria); y al oeste se funde con la comarca burgalesa de la Sierra de la Demanda.
La cabecera es Vinuesa y sus habitantes son conocidos por el gentilicio de pinariegos.
El territorio se puede dividir en dos subcomarcas: Pinares Bajos, al sur de Pinar Grande (exclave municipal soriano), y en el sector burgalés los pueblos conectados por la carretera nacional N-234; y Pinares Altos, al norte, y en el sector burgalés el resto.
La comarca se une a la de El Valle y La Vega Cintora, formando una agrupación de 31 municipios para su desarrollo rural, con un total de 16 000 habitantes aproximadamente. Además, los Pinares Altos sorianos y Pinar Grande forman parte de la Mancomunidad de los 150 pueblos de la Tierra de Soria.

## Historia

### Reino de Pamplona
Según el documento n.º 166 del cartulario de San Millán de la Cogolla, en 1016 se estableció un acuerdo entre el Rey de Pamplona, Sancho III el Mayor, y el Conde de Castilla, Sancho García, en el que se establecía la frontera sur del Reino de Pamplona con Castilla en Garray (al norte de Soria capital), quedando dentro del Reino de Pamplona la zona norte de la provincia de Soria. Esa inclusión de zonas colindantes en el Reino de Pamplona, también fue clave para el aumento del número de vascos en la comarca de Pinares.

## Municipios
Pinares está compuesta por 25 municipios (diecisiete en Soria y ocho en Burgos), la mayoría de los cuales pertenecían a la Cabaña Real de Carreteros. Aparte de ellos, existe el Comunero de Revenga (en el sector burgalés). Montenegro de Cameros se incluye indistintamente, tanto en esta comarca como en Cameros, al ser el único municipio que no pertenece a La Rioja; mientras que Neila se incluye en Pinares, por ser el único municipio burgalés del Alto Najerilla.

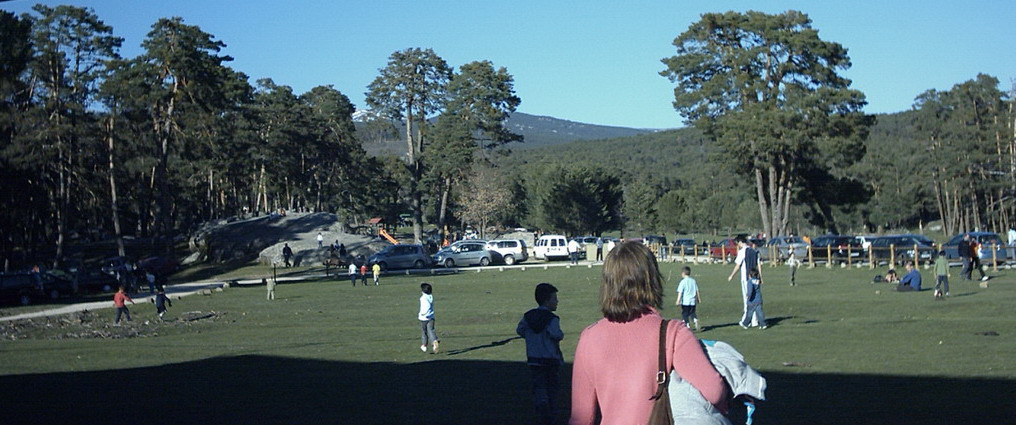
Campa de Revenga.

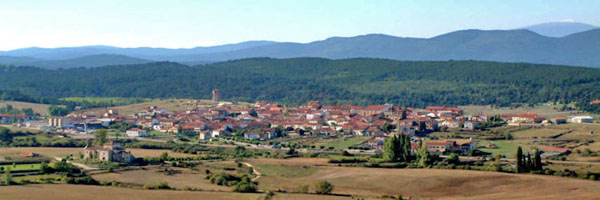
Abejar, la llamada Puerta de Pinares.

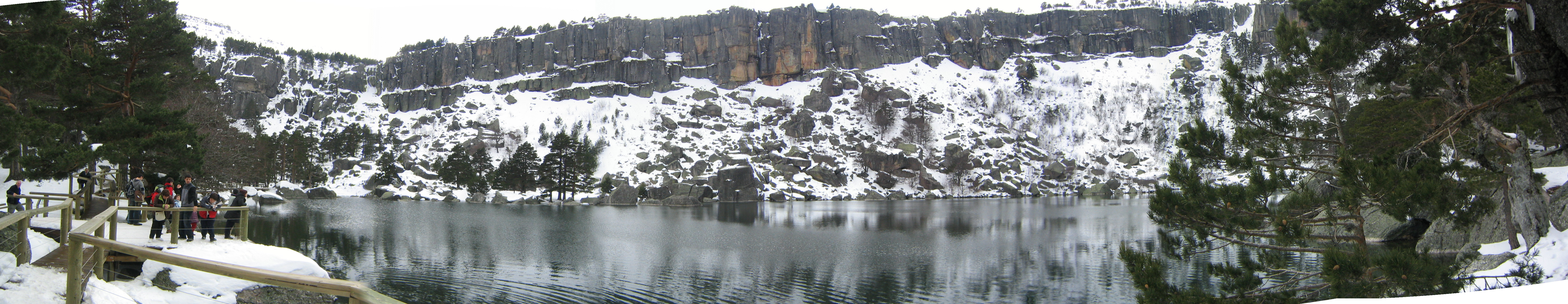
La Laguna Negra de Urbión.

| Municipio              | Población (2023) | Superficie | Densidad |
| ---------------------- | ---------------- | ---------- | -------- |
| Abejar                 | 376              | 23,43      | 16,05    |
| Cabrejas del Pinar     | 301              | 124,14     | 2,42     |
| Canicosa de la Sierra  | 422              | 29,53      | 14,29    |
| Casarejos              | 146              | 28,08      | 5,20     |
| Covaleda               | 1.601            | 104,38     | 15,16    |
| Cubilla                | 24               | 20,21      | 1,19     |
| Duruelo de la Sierra   | 1.050            | 44,84      | 23,42    |
| Herrera de Soria       | 11               | 26,07      | 0,42     |
| Hontoria del Pinar     | 617              | 80,84      | 7,63     |
| Molinos de Duero       | 161              | 27,39      | 5,88     |
| Montenegro de Cameros  | 52               | 55,32      | 0,94     |
| Muriel de la Fuente    | 55               | 3,66       | 15,03    |
| Muriel Viejo           | 75               | 11,36      | 6,60     |
| Navaleno               | 741              | 25,03      | 29,60    |
| Neila                  | 124              | 68,59      | 1,81     |
| Palacios de la Sierra  | 695              | 70,40      | 9,87     |
| Quintanar de la Sierra | 1.534            | 59,90      | 25,61    |
| Rabanera del Pinar     | 101              | 33,24      | 3,04     |
| Regumiel de la Sierra  | 317              | 20,67      | 15,34    |
| Salduero               | 140              | 2,69       | 52,04    |
| San Leonardo de Yagüe  | 1.986            | 60,58      | 32,78    |
| Talveila               | 102              | 52,97      | 1,93     |
| Vadillo                | 82               | 14,08      | 5,82     |
| Vilviestre del Pinar   | 508              | 33,90      | 14,99    |
| Vinuesa                | 853              | 143,06     | 5,96     |

## Hidrografía
La hidrografía está marcada por el Duero, que recorre la comarca desde la vertiente sur de la sierra de Urbión. La abundancia en agua, proveniente de las precipitaciones en las montañas, forman la riqueza, la cantidad de ríos, riachuelos y arroyos, que recorren la comarca en busca del padre Duero. Este río se remansa a 25 km de su nacimiento, en la presa de la Cuerda del Pozo que forma el embalse del mismo nombre; también se llama de La Muedra, en recuerdo del pueblo que yace en sus aguas, que forma un mar de agua dulce que, aparte de la producción eléctrica y el aprovechamiento de regadío y agua potable, forma un importante elemento, con sus 60 km de costa y 2176 ha de superficie de agua, para la actividad turística, en Playa Pita.
Aquí nace también el río Neila, que va a parar al Najerilla, afluente a su vez del Ebro.
A estas alturas los ríos son de curso corto, a excepción del Duero, y con un caudal irregular que depende de las precipitaciones y de las estaciones. Su cauce suele ser ancho y también irregular, con grandes pendientes en la parte alta de las cuencas. Este cauce rebosa en primavera al recoger las aguas del deshielo.
Las lagunas de origen glaciar son numerosas en la comarca, todas ellas se hallan por encima de los 1500 m de altitud sobre el nivel del mar y fueron formadas por pequeños glaciares que abundaron en la última glaciación. Son lagunas de profundidad variable, que suelen tener las aguas del color de las rocas que las rodean. 
Los paisajes, muy recios y bellos, han atraído la atención de muchos artistas y escritores. 
Entre las lagunas de la comarca destacan: la Laguna Negra, inmortalizada por Antonio Machado en su obra La Tierra de Alvargonzález, y las lagunas de Neila, núcleo del parque natural de las Lagunas Glaciares de Neila.

## Orografía
El territorio, que se extiende por el sistema Ibérico, es sólo relativamente abrupto si se tiene en cuenta que está formado por los picos de Urbión y sierras subordinadas (en su vertiente sur), y por la sierra de Neila, con altitudes que van de los 1000 m a los 2228 m en las cumbres. Destacan las siguientes sierras: la sierra de la Umbría, la de Resomo, la de Duruelo, la de las Hormazas o la de Costalago. En los altos de los Picos de Urbión nace el Duero y a su lado se alza la Sierra de Cebollera, formando el Espacio Natural de la Sierra de Urbión. Casi toda la comarca es Zona de Especial Protección de Aves, Lugar de Interés Comunitario y se encuentra englobada en la Red Natura 2000 de la Unión Europea.

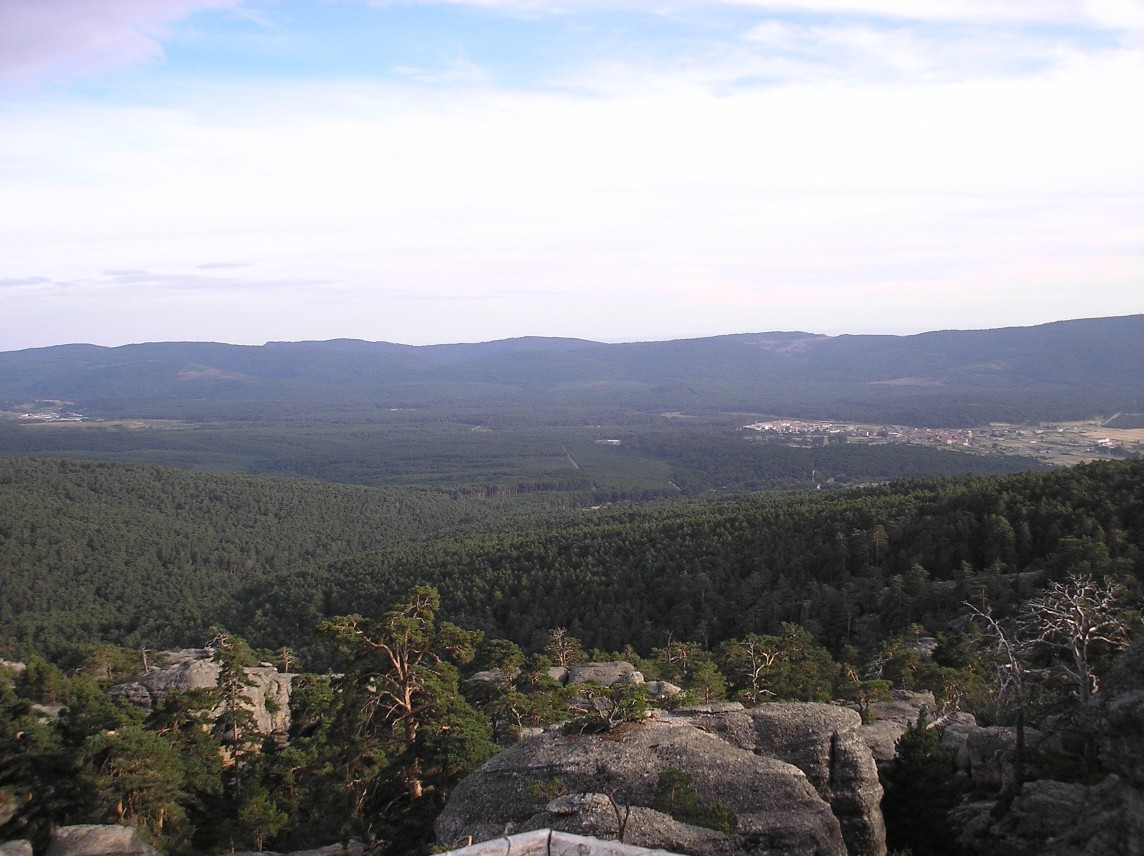
Pinar desde Castroviejo y Sierra de Urbión. Al fondo se aprecian Duruelo de la Sierra y Covaleda.

La vegetación está compuesta por bosques de pinos (pinos albares y negrales), junto con algún robledal, hayedo y sabinar, y también algunos prados y rasos. En estos bosques se encuentran muchos de los animales del hábitat ibérico, como el jabalí, el corzo y el zorro, incluyendo a algunos lobos. Las aves tienen sus más relevantes ejemplares dentro de las rapaces y destacan por su número los buitres; también pueden observarse cuervos. Los bosques de esta comarca se integrarán en la Red de Bosques Modelo del Mundo, por su gestión medioambiental sostenible.
La zona siempre se ha distinguido por su ganadería, que constituye una buena fuente de ingresos. La importancia del ganado se ve avalada por la existencia de la Cañada Galiana o Cañada Real Riojana que atraviesa la comarca. También es muy importante la recolección de setas.

## Clima
La ubicación a más de 1000 m de altitud hace que el clima de la comarca sea de inviernos duros y fríos, con abundante nieve, y veranos más bien cálidos y secos con temperaturas agradables. El otoño destaca por el colorido de los diferentes, aunque escasos, bosques de hoja caduca, entre el verdor perenne de los pinos.

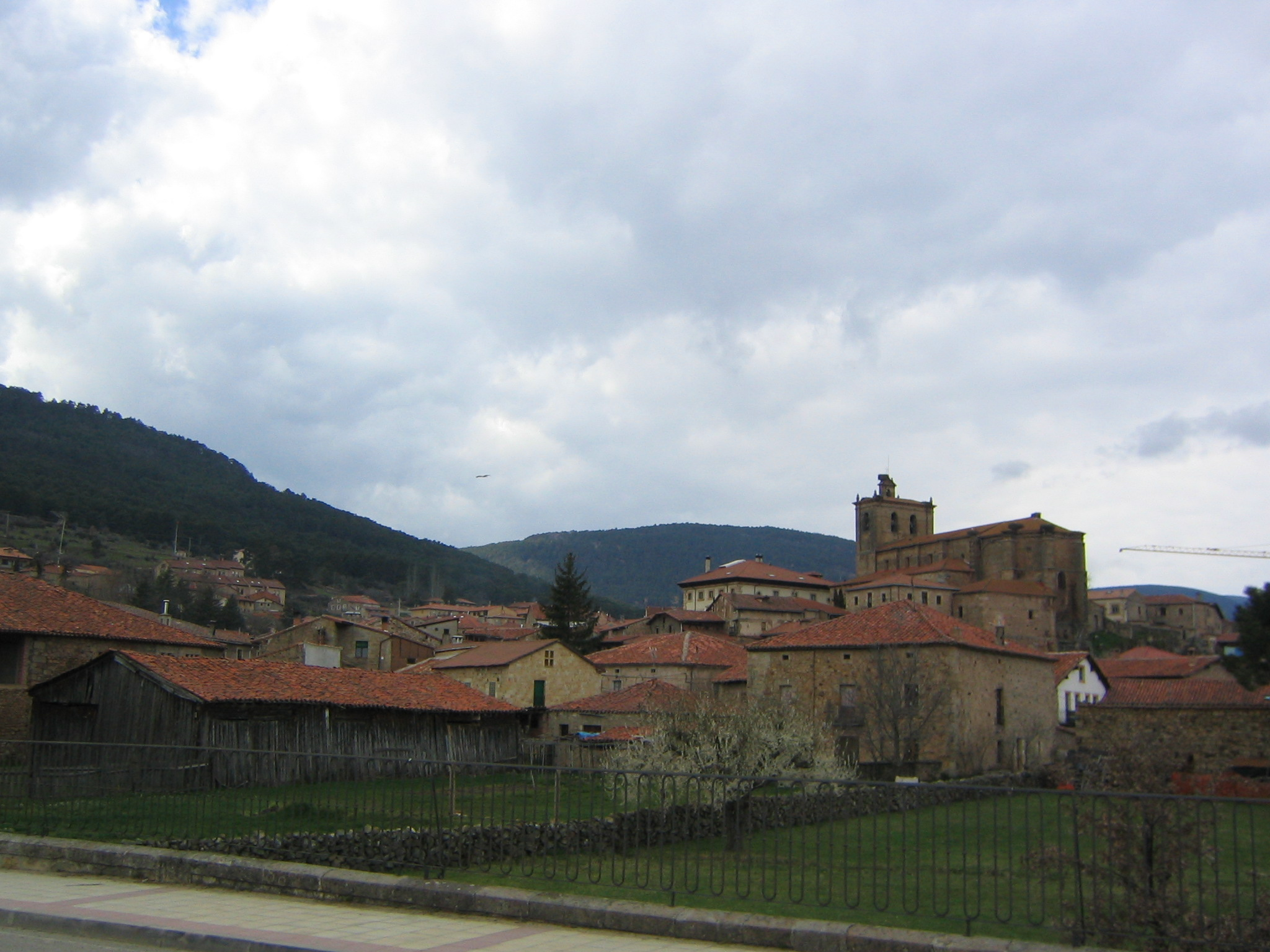
Vinuesa, conocida como la Corte de Pinares.

Es un clima de montaña del interior peninsular, con inviernos fríos y prolongados; en los meses de diciembre a febrero las temperaturas mínimas raramente sobrepasan los 0 °C. El verano es corto y suave, pudiéndose fijar los 30 °C como temperatura límite, aunque puntualmente se pueden registrar temperaturas ligeramente más elevadas (del orden de 2 °C más). También se desarrollan tormentas.

## Economía
Está basada en el sector primario. La explotación de los bosques, que se realiza en modo comunal, es la principal actividad de la comarca y da pie a numerosas industrias relacionadas con la misma y la transformación de la madera. El turismo es una de las actividades en alza.
El sector primario, base de la economía local, mantiene la explotación forestal como actividad principal, aunque la ganadería y la agricultura, ésta en mucha menor medida, también tienen relevancia. 
El sector secundario, basado en la transformación de la madera y en la auxiliar para la explotación forestal, no tiene un peso relevante en la economía de la comarca. Existen pequeños talleres de diferentes servicios.
El sector servicios, en expansión debido al auge del turismo que ha desarrollado una notable industria hostelera, se ha convertido en una de las fuentes de ingresos importantes. Por lo demás, los servicios son aquellos encaminados a atender las necesidades básicas de la población, centralizándose los más especializados en las capitales provinciales, Soria y Burgos. Madrid queda a 250 km.

## Comunicaciones
Las comunicaciones de la zona giran en torno a las carreteras N-234 (Burgos-Sagunto) y CL-117; de ellas parte alguna carretera provincial, y locales que unen los diferentes pueblos y núcleos rurales, así como los centros de interés turístico.

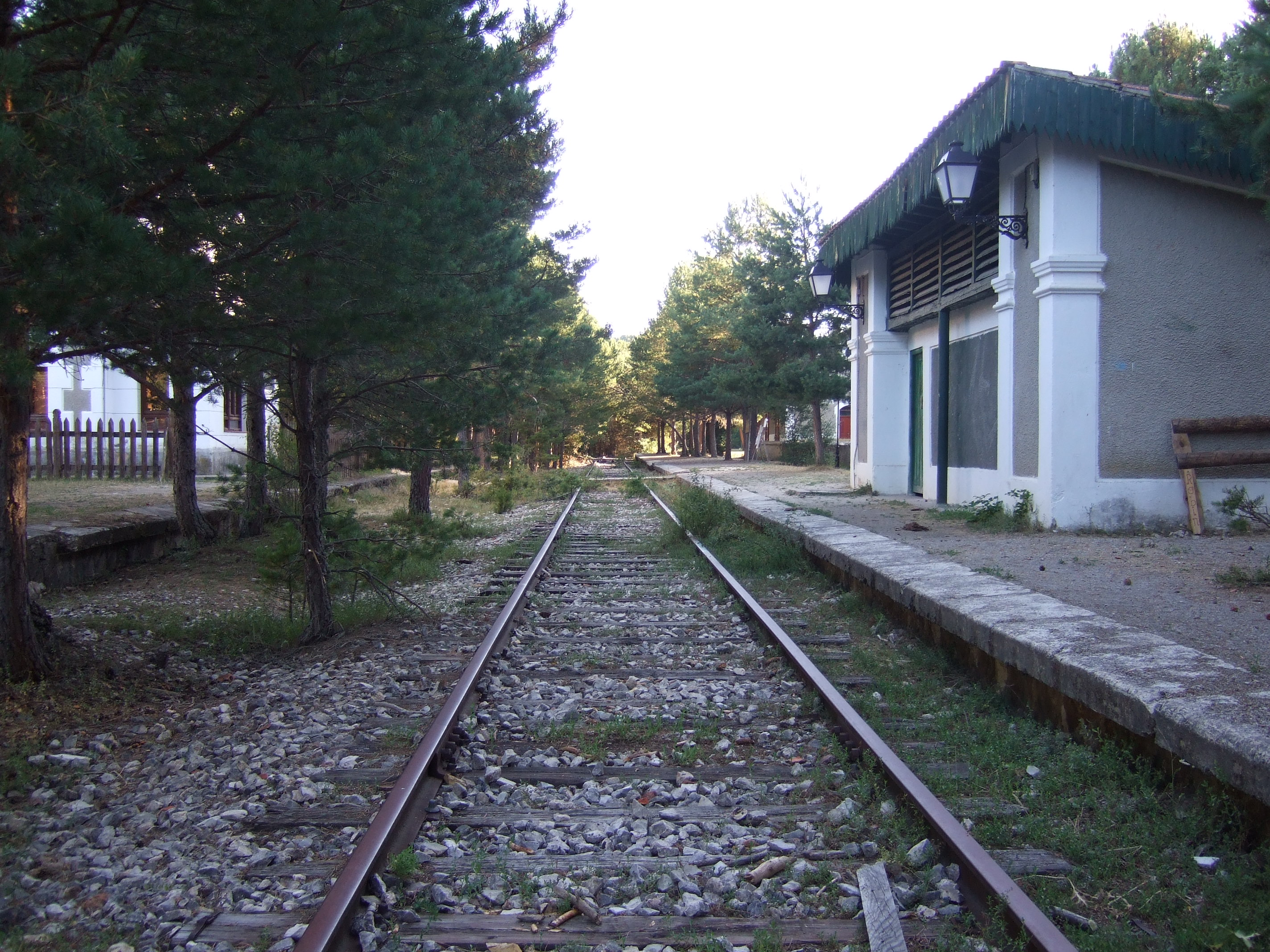
Estación de Navaleno

En la cercana Soria hay estación de ferrocarril. Hasta el año 1985 discurría por la comarca la línea férrea Santander-Mediterráneo, con paradas en Cabrejas del Pinar y Navaleno, entre otras estaciones. A día de hoy se encuentra desmantelada y convertida en vía verde.

## Monumentos
Estas tierras fueron asiento de tribus celtíberas que conquistaron los romanos. Los vestigios de los conquistadores son importantes, como lo demuestran los restos, bastante bien conservados, de la calzada romana y algunos de sus puentes.

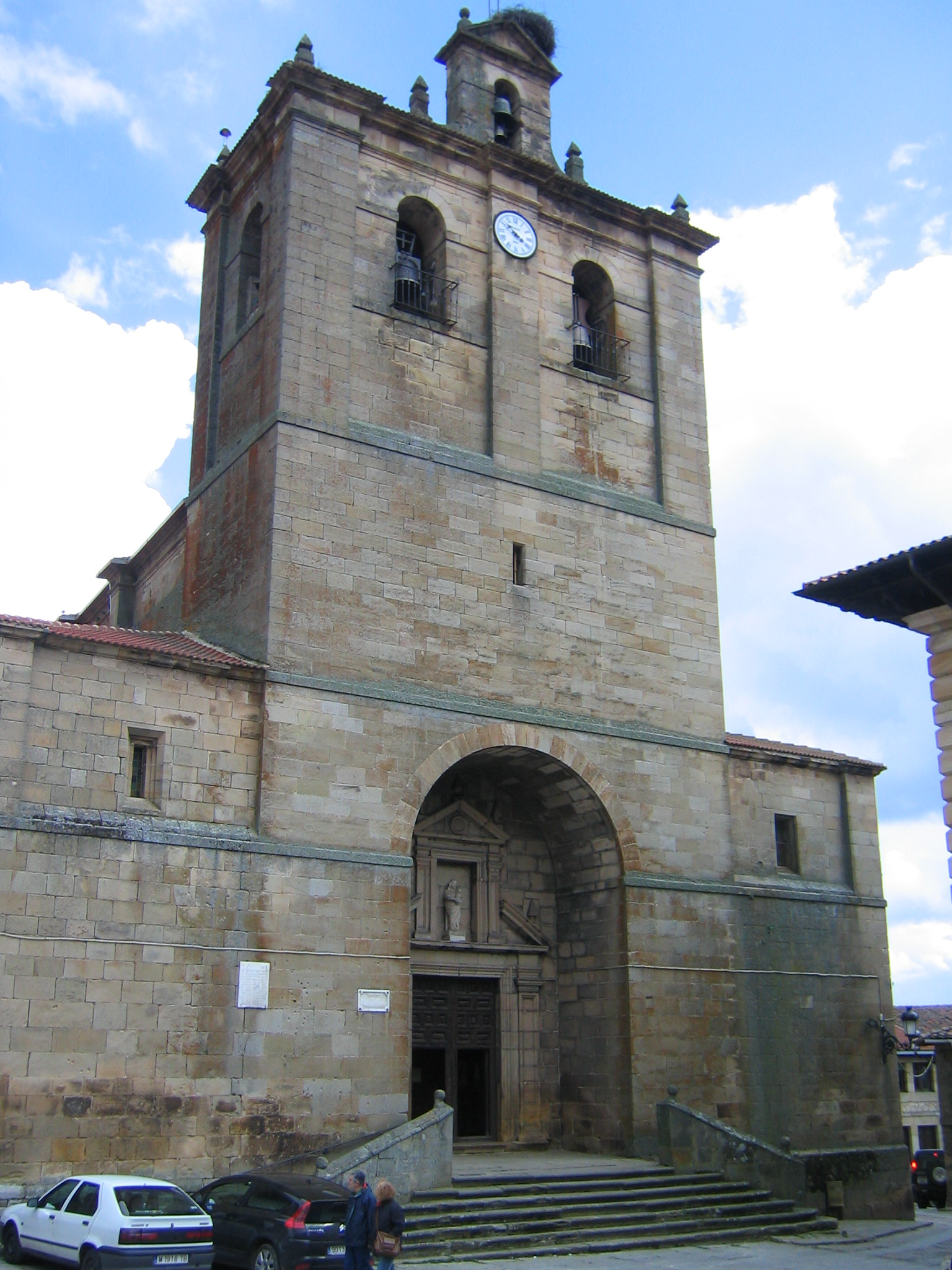
Iglesia de Nuestra Señora del Pino en Vinuesa

La riqueza que proporcionaron el comercio de la lana y las fortunas que trajeron los indianos de las Américas, conformaron un buen número de relevantes monumentos por todos los pueblos de la comarca, tanto civiles con palacios y casas solariegas, como religiosos con diversas iglesias. La arquitectura de la zona ha desarrollado unas características propias, las llamadas pinariegas, en las que destacan las grandes chimeneas de campana, que suelen ser el eje central en torno al cual se realiza la distribución de las estancias.
En cuanto a bienes de interés cultural, destacan el rollo de justicia de Vinuesa, el castillo de Cabrejas del Pinar, la Cueva Maja de la misma localidad (arte rupestre); el castillo de San Leonardo de Yagüe, la Cueva Negra de la misma población (arte rupestre); la torre de Abejar; el puente de Santo Domingo de Covaleda, y el de Soria de la misma localidad.

## Fiestas y tradiciones
La comarca mantiene muy vivas viejas tradiciones, que han permanecido con muy pocas alteraciones durante siglos.
La más importante de las tradiciones es la de levantar mayos. Este acto se denomina pingada y se ejecuta en cada fiesta de cada pueblo. El mayo, árbol recto y alto que se pone en la plaza o en un lugar relevante, se levanta, se pinga, el primer día de las fiestas y se tira al finalizar las mismas. El levantamiento del mayo tiene una gran tradición y se remonta, posiblemente, a la prehistoria o a la religiosidad de los celtas.
Existen varias fiestas asociadas a festividades religiosas, en donde se celebran actos y bailes que hunden sus orígenes en la más remota historia. Los paloteos son danzas de origen celtíbero que tienen un matiz guerrero, en ellos se chocan palitroques y coberteras que portan dos grupos de danzantes. Además, hay pueblos en los que se baila al santo: se baila la jota soriana, que se distingue en que es más austera y se baila a saltitos, asemejándose así más a los bailes regionales del norte de España.
Otros actos característicos son La Barrosa, que se celebra en Abejar, y la Pinochada de Vinuesa.

### Gastronomía
La gastronomía de la comarca está centrada en los productos de la ganadería ovina y bovina. Los embutidos tienen relevancia. La caza, de la que siempre ha sido un coto importante para su práctica, tiene importancia en la cocina comarcal, a la que se añade la preparación de la trucha que abunda en los ríos. Todo ello se junta con los productos agrícolas y los procedentes del bosque, como las setas y las trufas y los frutos silvestres. Los platos típicos de la comarca son los relacionados con la actividad pastoril, entre los que destacan las migas, la caldereta y el ajo carretero.

### Deporte
Prácticamente todos los pueblos tienen frontón y la pelota a mano es uno de los deportes que tiene gran arraigo entre sus habitantes. También se hacen competiciones, en alguno de ellos, de corta de troncos.